# Alfa Romeo Racing C38
Der Alfa Romeo Racing C38 ist der Formel-1-Rennwagen von Alfa Romeo Racing für die Formel-1-Weltmeisterschaft 2019. Er ist der 27. Formel-1-Wagen von Sauber und der erste, der unter der Bezeichnung Alfa Romeo Racing gemeldet ist. Er wurde am 18. Februar 2019 auf dem Circuit de Barcelona-Catalunya der Öffentlichkeit präsentiert.
Da es sich bei der Umbenennung des Teams um ein reines Titelsponsoring handelt, wird bei der Bezeichnung des Wagens die bisherige Nomenklatur fortgeführt. Die Bezeichnung setzt sich somit, wie bei allen Fahrzeugen von Sauber, aus dem C für Christiane, der Ehefrau von Teamgründer Peter Sauber, gefolgt von einer fortlaufenden Nummer, zusammen.

## Technik und Entwicklung
Wie alle Formel-1-Fahrzeuge des Jahres 2019 ist der C38 ein hinterradangetriebener Monoposto mit einem Monocoque aus kohlenstofffaserverstärktem Kunststoff (CFK). Außer dem Monocoque bestehen auch viele weitere Teile des Fahrzeugs, darunter die Karosserieteile und das Lenkrad aus CFK. Auch die Bremsscheiben sind aus einem mit Kohlenstofffasern verstärkten Verbundwerkstoff.
Der C38 ist das Nachfolgemodell des Sauber C37. Da das technische Reglement zur Saison 2019 weitgehend stabil blieb, ist das Fahrzeug größtenteils eine Weiterentwicklung.
Angetrieben wird der C38 von einem in der Fahrzeugmitte montierten 1,6-Liter-V6-Motor von Ferrari mit einem Turbolader sowie einem 120 kW starken Elektromotor, es ist also ein Hybridelektrokraftfahrzeug. Die Kraft überträgt ein sequentielles, mit Schaltwippen betätigtes Achtganggetriebe von Ferrari. Das Fahrzeug hat nur zwei Pedale, ein Gaspedal (rechts) und ein Bremspedal (links). Genau wie viele andere Funktionen wird die Kupplung, die nur beim Anfahren aus dem Stand verwendet wird, über einen Hebel am Lenkrad bedient.
Die Gesamtbreite des Fahrzeugs beträgt 2000 mm, die Breite zwischen Vorder- und Hinterachse 1600 mm, die Höhe 950 mm. Der Frontflügel hat eine Breite von 2000 mm, der Heckflügel von 1050 mm sowie eine Höhe von 820 mm. Der Diffusor hat eine Gesamthöhe von 175 mm sowie eine Breite von 1050 mm. Der Wagen ist mit 305 mm breiten Vorderreifen und mit 405 mm breiten Hinterreifen des Einheitslieferanten Pirelli ausgestattet, die auf 13-Zoll-Rädern von OZ Racing montiert sind.
Der C38 hat, wie alle Formel-1-Fahrzeuge seit 2011, ein Drag Reduction System (DRS), das durch Flachstellen eines Teils des Heckflügels den Luftwiderstand des Fahrzeugs auf den Geraden verringert, wenn es eingesetzt werden darf. Auch das DRS wird mit einem Schalter am Lenkrad des Wagens aktiviert.
Der C38 ist mit dem Halo-System ausgestattet, das einen zusätzlichen Schutz für den Kopf des Fahrers bietet.

## Lackierung und Sponsoring
Der C38 ist überwiegend in Weiß und Dunkelrot lackiert.
Es werben Alfa Romeo, Claro (ein Markenname in mehreren Staaten Lateinamerikas für Mobilfunknetze von América Móvil), Magneti Marelli, Pirelli, Uhrenhersteller Richard Mille, Royal Dutch Shell und Singha auf dem Fahrzeug.

## Fahrer
Alfa Romeo Racing tritt in der Saison 2019 mit der Fahrerpaarung Kimi Räikkönen und Antonio Giovinazzi an. Räikkönen wechselt von Ferrari zu Alfa Romeo Racing und ersetzt Charles Leclerc, der seinerseits zu Ferrari wechselt, Giovinazzi bestreitet seine erste Saison als Stammfahrer in der Formel-1-Weltmeisterschaft und ersetzt Marcus Ericsson, der als Test- und Ersatzfahrer im Team verbleibt.

## Ergebnisse
| Fahrer                          | Nr.                             | 1  | 2  | 3  | 4  | 5  | 6  | 7  | 8  | 9  | 10  | 11 | 12 | 13  | 14 | 15  | 16 | 17 | 18  | 19 | 20 | 21 | Punkte | Rang |
| ------------------------------- | ------------------------------- | -- | -- | -- | -- | -- | -- | -- | -- | -- | --- | -- | -- | --- | -- | --- | -- | -- | --- | -- | -- | -- | ------ | ---- |
| Formel-1-Weltmeisterschaft 2019 | Formel-1-Weltmeisterschaft 2019 |    |    |    |    |    |    |    |    |    |     |    |    |     |    |     |    |    |     |    |    |    | 57     | 8.   |
| K. Räikkönen                    | 07                              | 8  | 7  | 9  | 10 | 14 | 17 | 15 | 7  | 9  | 8   | 12 | 7  | 16  | 15 | DNF | 13 | 12 | DNF | 11 | 4  | 13 | 57     | 8.   |
| A. Giovinazzi                   | 99                              | 15 | 11 | 15 | 12 | 16 | 19 | 13 | 16 | 10 | DNF | 13 | 18 | 18* | 9  | 10  | 15 | 14 | 14  | 14 | 5  | 16 | 57     | 8.   |

| Legende  | Legende            | Legende                                                          |
| Farbe    | Abkürzung          | Bedeutung                                                        |
| -------- | ------------------ | ---------------------------------------------------------------- |
| Gold     | –                  | Sieg                                                             |
| Silber   | –                  | 2. Platz                                                         |
| Bronze   | –                  | 3. Platz                                                         |
| Grün     | –                  | Platzierung in den Punkten                                       |
| Blau     | –                  | Klassifiziert außerhalb der Punkteränge                          |
| Violett  | DNF                | Rennen nicht beendet (did not finish)                            |
| Violett  | NC                 | nicht klassifiziert (not classified)                             |
| Rot      | DNQ                | nicht qualifiziert (did not qualify)                             |
| Rot      | DNPQ               | in Vorqualifikation gescheitert (did not pre-qualify)            |
| Schwarz  | DSQ                | disqualifiziert (disqualified)                                   |
| Weiß     | DNS                | nicht am Start (did not start)                                   |
| Weiß     | WD                 | zurückgezogen (withdrawn)                                        |
| Hellblau | PO                 | nur am Training teilgenommen (practiced only)                    |
| Hellblau | TD                 | Freitags-Testfahrer (test driver)                                |
| ohne     | DNP                | nicht am Training teilgenommen (did not practice)                |
| ohne     | INJ                | verletzt oder krank (injured)                                    |
| ohne     | EX                 | ausgeschlossen (excluded)                                        |
| ohne     | DNA                | nicht erschienen (did not arrive)                                |
| ohne     | C                  | Rennen abgesagt (cancelled)                                      |
| ohne     | keine WM-Teilnahme |                                                                  |
| sonstige | P/fett             | Pole-Position                                                    |
| sonstige | 1/2/3/4/5/6/7/8    | Punktplatzierung im Sprint-/Qualifikationsrennen                 |
| sonstige | SR/kursiv          | Schnellste Rennrunde                                             |
| sonstige | *                  | nicht im Ziel, aufgrund der zurückgelegten Distanz aber gewertet |
| sonstige | ()                 | Streichresultate                                                 |
| sonstige | unterstrichen      | Führender in der Gesamtwertung                                   |